# Thorleif Olsen
Thorleif Werner Olsen (Oslo, 15 november 1921 – aldaar, 11 maart 1996) was een Noors voetballer die gedurende zijn carrière als middenvelder speelde voor Vålerenga IF. Olsen overleed op 74-jarige leeftijd in de Noorse hoofdstad Oslo.

## Interlandcarrière
Olsen, bijgenaamd Toffa, nam met het Noors voetbalelftal deel aan de Olympische Zomerspelen 1952 in Helsinki, Finland. De ploeg onder leiding van Engelse bondscoach Frank Soo verloor in de eerste ronde met 4-1 van buurland Zweden, waardoor de Noren al na één duel naar huis konden. In totaal speelde Olsen 34 officiële interlands voor zijn vaderland in de periode 1950–1955.